# ポッツァーリオ・エドゥニーティ
ポッツァーリオ・エドゥニーティ（伊: Pozzaglio ed Uniti）は、イタリア共和国ロンバルディア州クレモナ県にある、人口約1,400人の基礎自治体（コムーネ）。

## 地理

### 位置・広がり

#### 隣接コムーネ
隣接するコムーネは以下の通り。
- カザルブッターノ・エドゥニーティ
- カステルヴェルデ
- コルテ・デ・フラーティ
- オルメネータ
- ペルシコ・ドージモ
- ロベッコ・ドーリオ

### 気候分類・地震分類
気候分類では、zona E, 2389 GGに分類される。
また、イタリアの地震リスク階級 (it) では、zona 3 (sismicità bassa) に分類される。

## 行政

### 分離集落
ポッツァーリオ・エドゥニーティには、以下の分離集落（フラツィオーネ）がある。
- Villanova Alghisi, Brazzuoli, Casalsigone, Castelnuovo Gherardi, Solarolo del Persico